# Leiplant

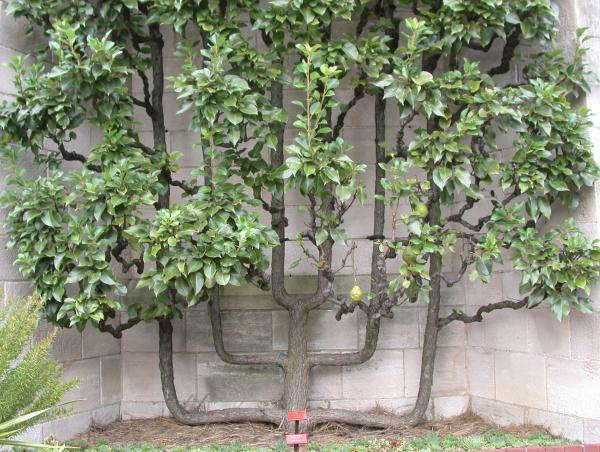
Een leipeer tegen een muur

Een leiplant is een plant die middels extra ondersteuning kan klimmen of in een bepaalde groeirichting wordt gedwongen. 
Een leiplant wordt meestal aangebonden aan een houten of metalen frame, dat losstaand kan zijn of aan een muur bevestigd is. Niet elke plant leent zich om aangebonden te worden. 
Leiplanten kunnen worden toegepast als erfafscheiding, als schaduwbrenger of als decoratief element in een tuin. Om een leiplant in vorm te brengen wordt vaak gekozen voor een verticale en/of horizontale groei van de takken of scheuten. Ook wordt snoei toegepast om de plant een vorm te geven.
Een bekende leiplant is de leiboom, die vroeger vaak te vinden was voor boerderijen.
Een voorbeeld van een leiplant is de clematis: deze plant is weliswaar in principe uit zichzelf een klimmer, maar omdat de stelen nogal dun zijn en de plant fragiel is, heeft deze vaak extra ondersteuning nodig om tot hoogte te kunnen groeien.